# Buzošná
Buzošná (deutsch Riesenbach) war eine Siedlung im tschechischen Bezirk Okres Klatovy, südlich von Kašperské Hory. Heute sind von Buzošná nur noch Ruinen erhalten.

## Geographie
Buzošná lag auf etwa 800 m im Flusstal der Losenice zwischen den Bergen Valy im Süden und Šafářův vršek im Norden. Südöstlich der Ruinen liegt Popelná, das bereits zum Okres Prachatice gehört, nordwestlich die Siedlungen Karlina Pila und Bílý Potok, die zu Kašperské Hory gehören.

## Geschichte
Bereits in der ersten Hälfte des 19. Jahrhunderts stand an dieser Stelle eine Mühle. Auf einer Karte aus den 1930er-Jahren wird sie als Wasserkraftwerk im Eigentum der Elektrizitätswerke Červená verzeichnet. Davon erhalten sind heute noch die Überbleibsel zweier Gebäude: links der Losenice die ursprüngliche Mühle mit den Resten des Mühlgetriebes, auf der rechten Seite ein kleineres Gebäude, das wahrscheinlich der Stromerzeugung diente und durch das Wasser unterirdisch hindurchströmt. Die Mauern sind größtenteils überwuchert, die Kellergewölbe der Mühle sind jedoch erhalten geblieben.